# Tyton
| okres / system                         | epoka / oddział   | wiek / piętro | Wiek (mln lat) |
| -------------------------------------- | ----------------- | ------------- | -------------- |
| kreda                                  | wczesna           | berrias       | młodsze        |
| jura                                   | górna (malm)      | tyton         | 145,0–152,1    |
| jura                                   | górna (malm)      | kimeryd       | 152,1–157,3    |
| jura                                   | górna (malm)      | oksford       | 157,3–163,5    |
| jura                                   | środkowa (dogger) | kelowej       | 163,5–166,1    |
| jura                                   | środkowa (dogger) | baton         | 166,1–168,3    |
| jura                                   | środkowa (dogger) | bajos         | 168,3–170,3    |
| jura                                   | środkowa (dogger) | aalen         | 170,3–174,1    |
| jura                                   | wczesna (lias)    | toark         | 174,1–182,7    |
| jura                                   | wczesna (lias)    | pliensbach    | 182,7–190,8    |
| jura                                   | wczesna (lias)    | synemur       | 190,8–199,3    |
| jura                                   | wczesna (lias)    | hettang       | 199,3–201,3    |
| trias                                  | późny             | retyk         | starsze        |
| Podział jury według ICS, sierpień 2012 |                   |               |                |

Tyton – w stratygrafii piętro górnej jury w eratemie mezozoicznym, trwające według przyjmowanego do 2012 roku przez Międzynarodową Komisję Stratygrafii podziału jury około 5 milionów lat (od 150,8 ± 4,0 do 145,5 ± 4,0 mln lat temu); w roku 2012 Komisja poprawiła datowanie na od 152,1 ± 0,9 do 145,0 ± 0,8 mln lat temu. Młodsze piętro od kimerydu a starsze od berriasu. Regionalnymi wiekowymi odpowiednikami tytonu są portland (Europa północno-zachodnia) i wołg (Rosja).
Inaczej, niż to się zwykle dzieje w geologii, nazwę piętro to zaczerpnęło z mitologii greckiej, a dokładniej od Titonosa, księcia Troi, syna króla Laomedona. Zakochał się on w Eos, bogini jutrzenki; piętro zyskało tę nazwę, gdyż znajduje się "u zarania" nowego okresu – kredy.

## Fauna tytonu

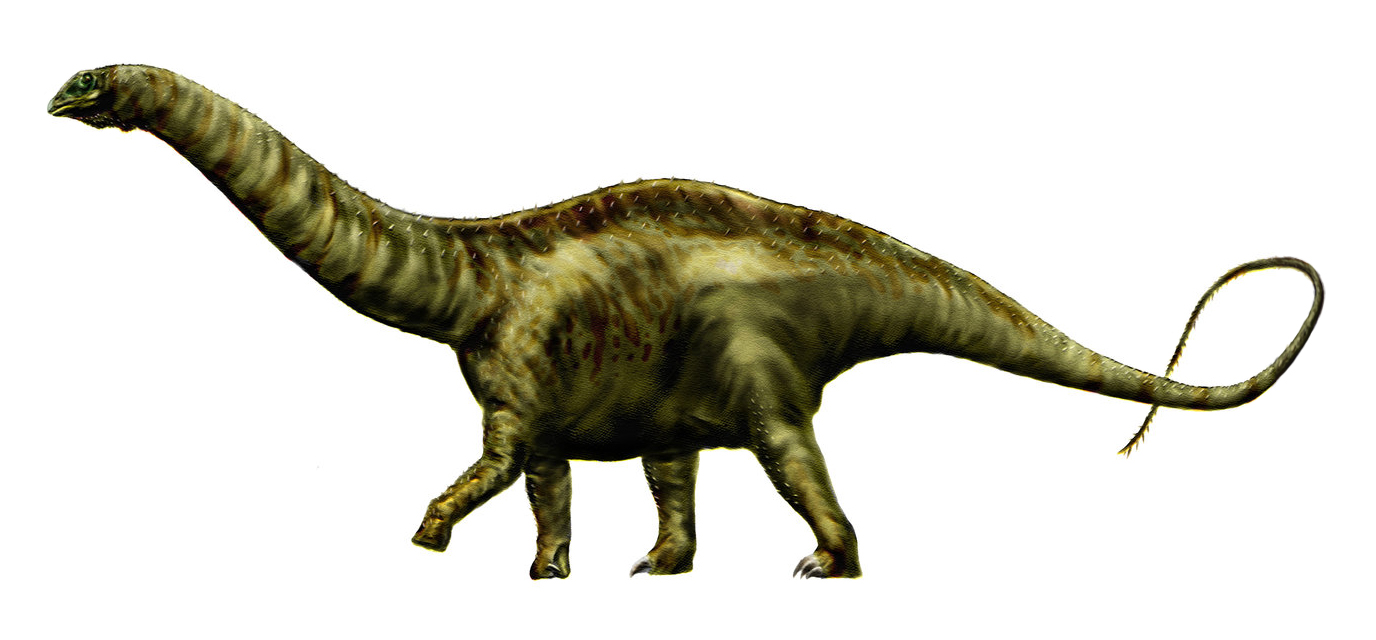
Apatozaur

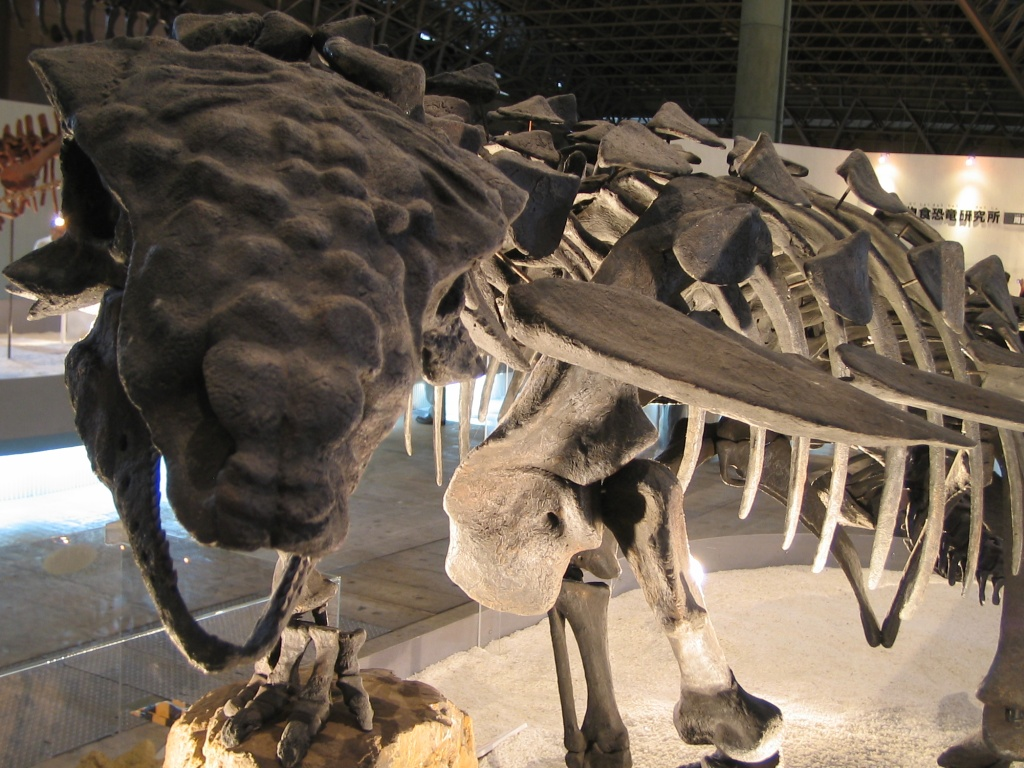
Mymurapelta

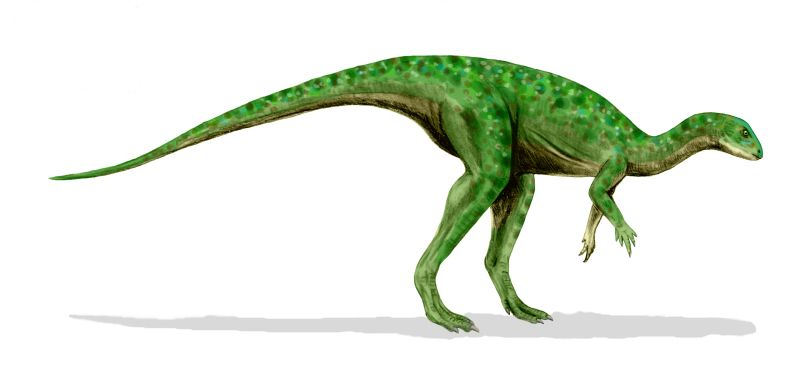
Otnielozaur

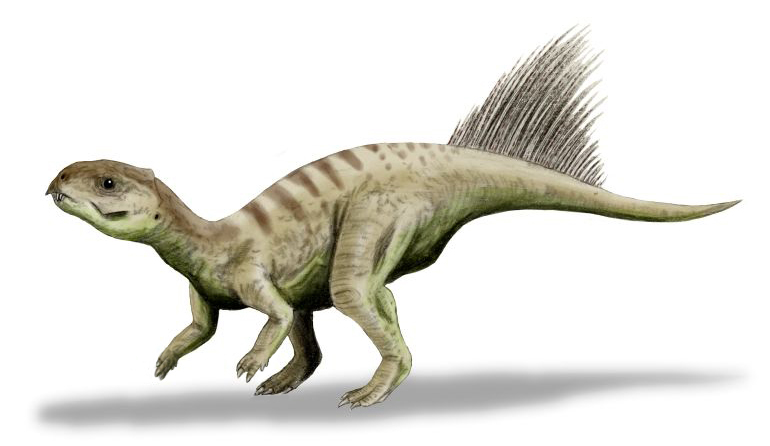
Czaojangzaur

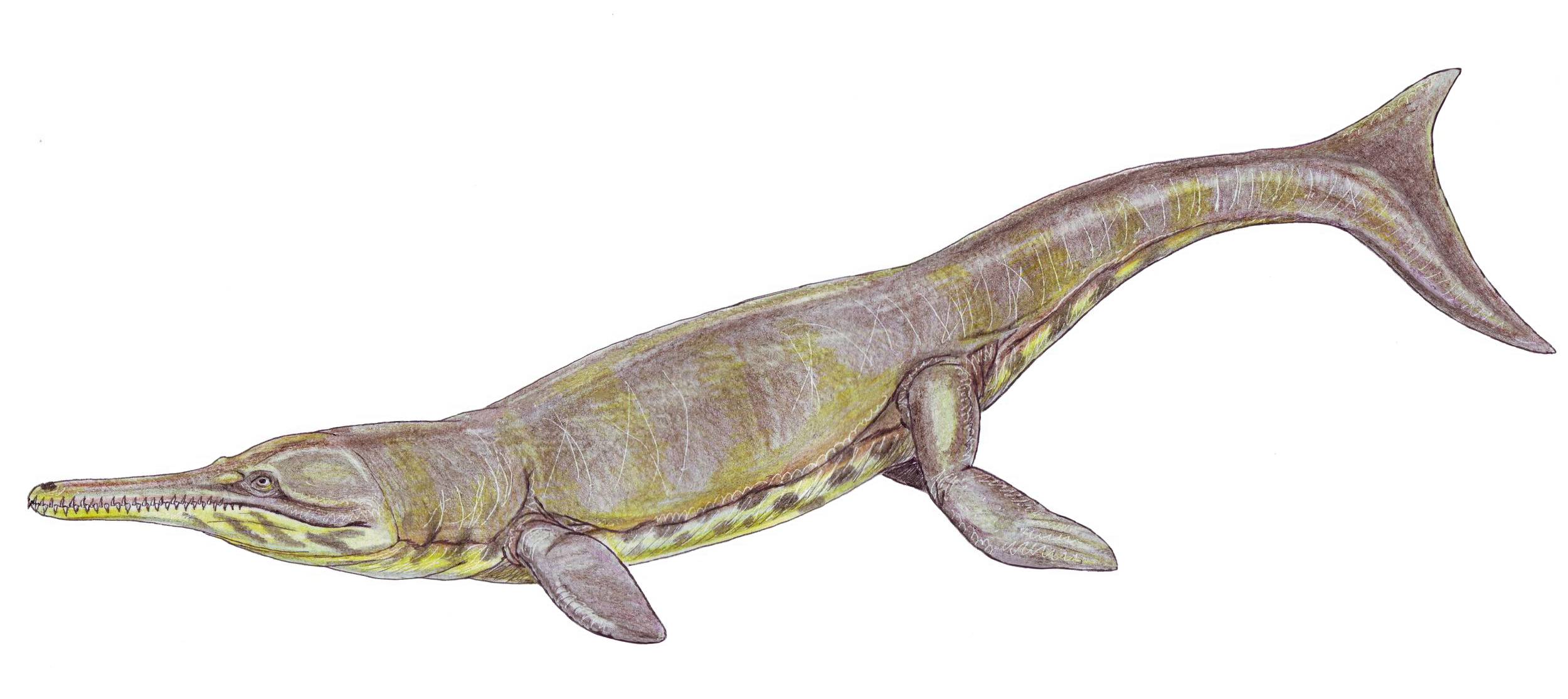
Metriorynch

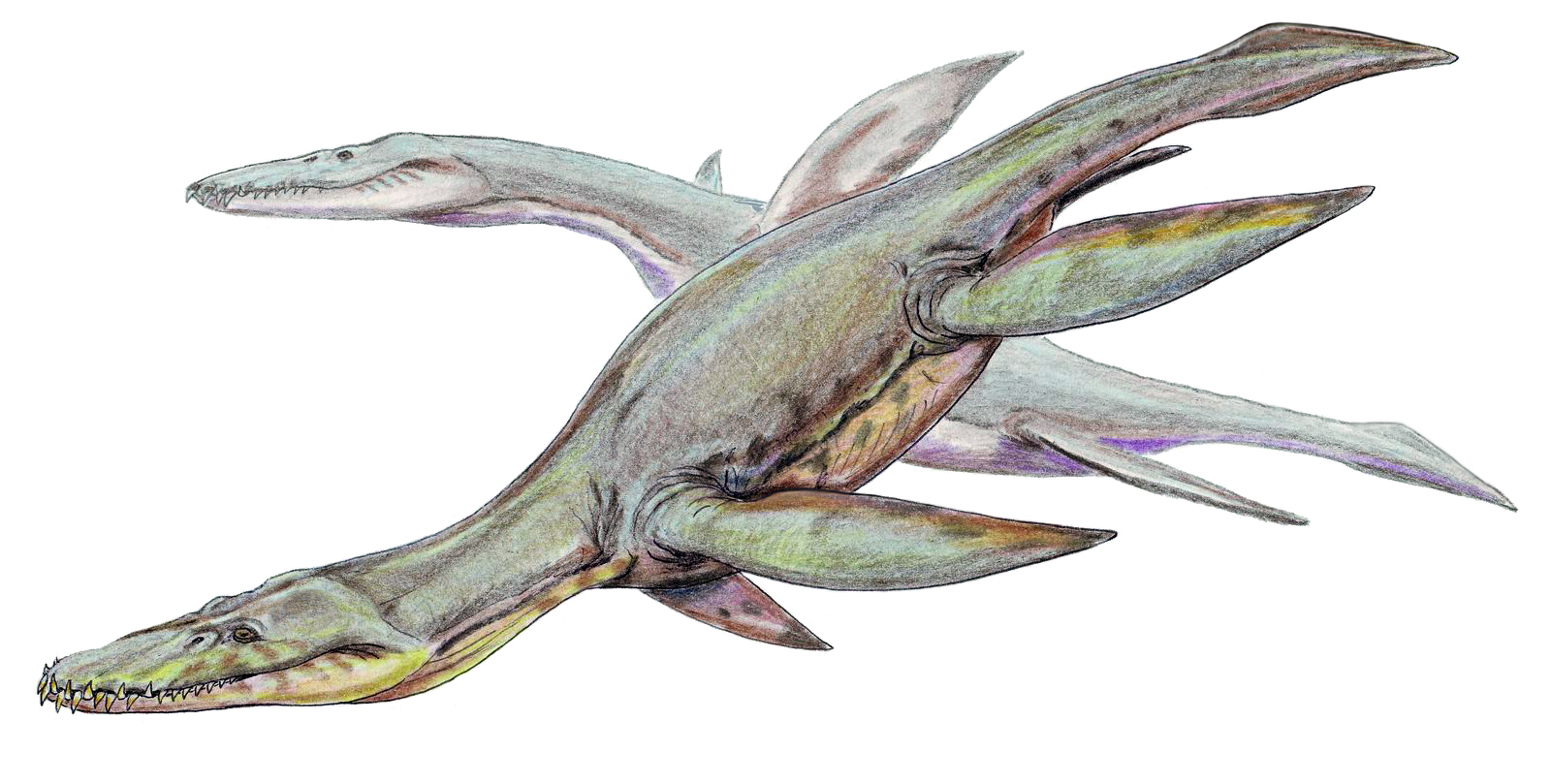
Simolestes

### Zauropody
- Apatozaur – diplodokokształtny, USA
- Diplodok – diplodokokształtny, USA
- Mamenchizaur – przedstawiciel Macronaria, Chiny

### Ankylozaury
- Gargojleozaur – ankylozaur, USA
- Mymurapelta – ankylozaur, USA

### Stegozaury
- Stegozaur – stegozaur, USA

### Ornitopody
- Otnielozaur – USA
- Drinker – hipsylofodont, USA
- Otnielia – hipsylofodont, USA
- Driozaur – igunodont, USA, Tanzania
- Kamptozaur – igunodont, Wielka Brytania, Francja, USA
- Drakonyks – igunodont, Portugalia

### Ceratopsy
- Czaojangzaur – czaojangzaur, bardzo wczesny przedstawiciel, Chiny
- Siuanhuaceratops – czaojangzaur, bardzo wczesny przedstawiciel, Chiny

### Krokodylomorfy
- Dakosaurus andiniensis – Thalattosuchia, Wielka Brytania, Francja, Szwajcaria, Niemcy[4], Polska[5], Rosja[6], Argentyna[7], Meksyk[8]
- Geozaur – Thalattosuchia, Wielka Brytania, Francja, Szwajcaria, Niemcy[4], Argentyna[9], Kuba[10], Meksyk[11]
- Machimosaurus – Thalattosuchia, Austria, Wielka Brytania, Niemcy, Portugalia, Szwajcaria
- Metriorynch – Thalattosuchia, Anglia, Francja, Niemcy[4], Argentyna[12], Chile[13]
- Steneosaurus – Thalattosuchia, Wielka Brytania, Francja, Niemcy, Szwajcaria, Maroko

### Plezjozaury
- Simolestes – pliozaur, Indie (w innych piętrach także Francja i Anglia)

### Belemnity
- Produvalia